# I delitti della Rue Morgue
I delitti della Rue Morgue (in lingua originale The Murders in the Rue Morgue), conosciuto anche con i titoli Duplice delitto nella Rue Morgue e Gli assassinii della Rue Morgue, è un racconto scritto da Edgar Allan Poe e pubblicato per la prima volta nell'aprile del 1841 sulla rivista The Graham's Magazine di Filadelfia. La prima edizione in volume risale al 1845, quando a Londra uscì la raccolta Tales, pubblicata presso Willey and Putnam.
È considerato il primo racconto giallo poliziesco della storia della letteratura.

## Trama
All'inizio del racconto il narratore esamina vari giochi e le capacità intellettive che essi richiedono, per poi ricollegarsi allo straordinario acume dell'investigatore protagonista del racconto Auguste Dupin.
In una notte, in un appartamento al quarto piano di un vecchio stabile in Rue Morgue a Parigi, vengono barbaramente assassinate l'anziana Madame L'Espanaye, trovata nel cortile interno orrendamente mutilata e con la gola brutalmente tagliata, e sua figlia Camille, strangolata e nascosta nella cappa del camino. La porta è chiusa dall'interno e i soccorritori, richiamati dalle urla delle vittime e di due sconosciuti, devono sfondarla per entrare. La polizia brancola nel buio: la porta e le finestre dell'appartamento sono state trovate ermeticamente chiuse e i vicini hanno udito, insieme alle urla delle due povere vittime, le imprecazioni di un francese e una seconda voce stridula e irriconoscibile che sembra esprimersi in un idioma ignoto. Preso atto che la polizia non riesce a ottenere alcun risultato con gli interrogatori e che un innocente è stato ingiustamente sospettato e arrestato, il parigino Auguste Dupin, conoscendo bene il prefetto di Parigi, chiede l'autorizzazione a fare un sopralluogo sulla scena del delitto per potersi fare un'idea precisa di quanto è accaduto e ipotizzare una soluzione.
Dupin, accompagnato da un amico (il giovane straniero che racconta in prima persona le sue avventure), compie un'accurata visita sul luogo del delitto, e si rende conto che non esistono passaggi segreti verso l'esterno, e che è impossibile passare dalla cappa del camino, perché troppo stretta. Dupin si convince che l'assassino è uscito passando da una delle finestre della stanza sul retro dell'appartamento che però sono state trovate perfettamente chiuse dall'interno. L'investigatore vuole dimostrare che l'apparente impossibilità della sua ipotesi in realtà non è tale, e vuole scoprire la prova che l'omicida è uscito proprio da lì. La sua ricerca dà i frutti desiderati: Dupin trova un chiodo spezzato che a prima vista sembra intatto e una molla che chiude con un automatismo il telaio della finestra.
All'apparenza sembra impossibile che l'assassino sia passato proprio di lì: la finestra si affaccia su un baratro di parecchi metri e, oltre tutto, la parete sotto la finestra è completamente liscia. Dupin nota, però, che a circa due metri dalla finestra c'è il cavo di un parafulmine e che le imposte del quarto piano sono fatte in modo da offrire alle mani un appiglio molto comodo. Dupin spiega al giovane amico che soltanto un essere dotato di forza, di agilità e di coraggio straordinari e quasi sovrumani può aver compiuto un balzo dal cavo sino alla finestra, usando la persiana di legno come appoggio. Tutto combacia, ma quello che sembra impossibile è che possa esistere un essere umano che abbia le capacità richieste per compiere una simile impresa. Dupin, però, sa qual è la soluzione di questo mistero, soluzione che gli è stata suggerita da una notizia riportata su un giornale di qualche giorno prima e che aveva letto con grande curiosità. Un essere capace di compiere una tale impresa esiste, ma non è per niente umano.
Il colpevole del duplice omicidio è infatti un animale, un enorme orango del Borneo. Dupin ha pubblicato un annuncio sul giornale locale chiedendo se qualcuno ha perso un simile animale e un marinaio di una nave maltese arriva presto a cercarlo.
Il marinaio si offre di pagare una ricompensa, ma Dupin è interessato solo a conoscere le circostanze dietro i due omicidi. Il marinaio spiega di aver catturato l'orangutan mentre si trovava nel Borneo, di averlo portato a Parigi e di aver avuto difficoltà a tenerlo sotto controllo. Quando vide l'orango che tentava di radersi la faccia con il suo rasoio, imitando il suo radersi mattutino, fuggì nelle strade e raggiunse la Rue Morgue, dove salì e entrò in casa. L'orangutan afferrò la madre per i capelli e agitava il rasoio, imitando un barbiere; quando questa urlò di paura, si scatenò di rabbia, le strappò i capelli, le tagliò la gola e strangolò la figlia. Il marinaio si arrampicò sul parafulmine nel tentativo di catturare l'animale, e le due voci ascoltate dai testimoni appartenevano ai due. Temendo la punizione del suo padrone, l'orango gettò il corpo della madre fuori dalla finestra e mise la figlia nel camino prima di fuggire.
Il caso è finalmente spiegato nei minimi particolari con grande soddisfazione di Auguste Dupin che però, anziché ottenere un elogio per il successo dell'indagine, suscita la reazione di lieve disappunto del prefetto, che osserva malizioso che la gente farebbe meglio a badare ai fatti propri.

## Adattamenti

### Musica
- Il racconto di Poe ha ispirato l'omonimo brano degli Iron Maiden, incluso nell'album Killers.[5]
- Nel disco The Crimson Idol degli W.A.S.P., il brano Chainsaw Charlie ha come sottotitolo Murders in the New Morgue.
- Nel 2003, Eric Woolfson, ex componente dell'Alan Parsons Project, pubblicò il disco Poe: More Tales of Mystery and Imagination, i cui brani sono ispirati ai racconti di Poe.[6] In questo disco compare una canzone intitolata Murders in the Rue Morgue.
- Bob Dylan cita la Rue Morgue in Just Like Tom Thumb's Blues (1965).

### Cinema
- The Murders in the Rue Morgue, scritto da Sol E. Rosenbergh (1914)
- Il dottor Miracolo (Murders in the Rue Morgue), regia di Robert Florey (1932)
- Il mostro della via Morgue (Phantom of the Rue Morgue), regia di Roy Del Ruth (1954)
- I terrificanti delitti degli assassini della via Morgue (Murders in the Rue Morgue), regia di Gordon Hessler (1971)
- Le double assassinat de la rue Morgue, regia di Jacques Nahum (1973) - film TV
- Gli assassinii della via Morgue (The Murders in the Rue Morgue), regia di Jeannot Szwarc (1986) - film TV
- Morgue Street, regia di Alberto Viavattene (2012) - cortometraggio

### Fumetti
- Il racconto è stato adattato in una versione a fumetti da Guido Crepax nel 1967. L'adattamento compare inoltre nella versione su libro della prima storia di Valentina, La curva di Lesmo.